# Derecho indígena canadiense
El derecho indígena en Canadá se refiere a las tradiciones, costumbres y prácticas legales de los pueblos y grupos indígenas. El derecho aborigen canadiense es diferente del derecho indígena. El derecho aborigen canadiense proporciona ciertos derechos constitucionalmente reconocidos a la tierra y las prácticas tradicionales.
En los territorios originales de Canadá viven más de 900 grupos indígenas diferentes, cada uno de los cuales utiliza tradiciones jurídicas indígenas distintas. Cree, Pies negros, Micmac y muchas otras Primeras Naciones; Inuit; y Métis aplicarán sus propias tradiciones jurídicas en la vida diaria, creando contratos, trabajando con entidades gubernamentales y corporativas, gestión ecológica y procedimientos penales y derecho de familia. La mayoría mantiene sus leyes a través de la gobernanza tradicional junto a los cargos electos y las leyes federales. Los precedentes legales establecidos hace milenios se conocen a través de historias y se derivan de las acciones y respuestas pasadas, así como a través de la interpretación continua de los ancianos y los guardianes de la ley, el mismo proceso por el que se forman casi todas las tradiciones legales, desde las leyes comunes y los códigos civiles.
Aunque las numerosas tradiciones jurídicas parecen similares en el sentido de que ninguna fue codificada, cada una tiene conjuntos de leyes bastante diferentes. Muchas leyes se derivan de historias que, a su vez, pueden derivarse de escritos o marcas, como accidentes geográficos, petroglifos, pictografías, wiigwaasabakoon y otros. La gobernanza inuit de Nunangat difiere bastante de la de su vecina Denendeh, de múltiples naciones, ya que las diversas Leyes Dene de Denendeh difieren bastante de las leyes que rigen Lingít Aaní, Gitx̱san Lax̱yip o Wet'suwet'en Yin'tah; y, si difieren de las de los Haudenosaunee, las de los Eeyou-Istchee o los Mi'kma'ki. Una cosa que tienen en común la mayoría de las tradiciones indígenas legales y de gobierno es el uso de clanes, como los doodeman de los anishinaabek (aunque la mayoría son matrilineales, como los wilps de los gitx̱san).

## Terminología

### Derecho indígena vs derecho aborigen
El derecho indígena se refiere a los sistemas jurídicos propios de los pueblos indígenas. Incluye las leyes y los procesos jurídicos desarrollados por los grupos indígenas para regir sus relaciones, gestionar sus recursos naturales y gestionar los conflictos. El derecho indígena se desarrolla a partir de una variedad de fuentes e instituciones que difieren según las tradiciones jurídicas. El Derecho aborigen canadiense es el área del Derecho relacionada con la relación del Gobierno canadiense con sus pueblos indígenas (Primeras Naciones, Métis e Inuit). El artículo 91(24) del Acta Constitucional de 1867 otorga al Parlamento federal la competencia exclusiva para legislar en asuntos relacionados con los aborígenes, lo que incluye a los grupos regidos por el Acta India, los diferentes Tratados numerados y fuera de dichas Leyes. Pueblos aborígenes como sustantivo colectivo es un término específico utilizado en documentos jurídicos, incluida el Acta Constitucional de 1982.

### Autogobierno indígena
El autogobierno indígena o aborigen se refiere a las propuestas para otorgar mayores poderes de gobierno a los gobiernos que representan a los pueblos indígenas de Canadá. Estas propuestas van desde otorgar a los gobiernos aborígenes poderes similares a los de los gobiernos locales de Canadá hasta exigir que los gobiernos indígenas sean reconocidos como soberanos y capaces de entablar negociaciones «de nación a nación» en pie de igualdad jurídica con la Corona (es decir, el Estado canadiense), así como muchas otras variantes.

## Tradiciones jurídicas indígenas

### Derecho anishinaabe
Las leyes anishinaabe proceden de un gran corpus de historias que crean una estructura narrativa a partir de la cual se interpretan las leyes o formas de ser (como comunidad y como individuo). Estas historias incluyen relatos sobre Nanabozho y un amplio espectro de otros seres y pueblos, y las implicaciones morales y aplicaciones prácticas que de ellos se extraen. El derecho anishinaabe ha interactuado históricamente con los sistemas jurídicos de otras naciones en ejemplos como el tratado Gdoo-naaganinaa (Plato con una cuchara) con los haudenosaunee. El pueblo Atikameksheng Anishinawbek traduce «derecho» como Naaknigewin.

### Derecho atikamekw
Procedente de su tierra natal, el nitaskinan, la nación atikamekw mantiene un fuerte vínculo con su lengua y con su sistema jurídico tradicional, denominado irakonikewin u orakonikewin. Existen muchas diferencias entre el derecho consuetudinario inglés, el código civil francés y el irakonikewin atikamekw, especialmente en materia de adopción u opikihawasowin. A partir de 2016, los gobiernos de Quebec y de la nación atikamekw estaban resolviendo las diferencias en la situación jurídica con respecto a los procedimientos de adopción, lo que forma parte de un esfuerzo a mayor escala para armonizar las leyes y reconciliar al Estado canadiense con las naciones indígenas.

### Derecho pies negros
El término pie negro Akak′stiman puede traducirse como «elaboración de leyes».

### Derecho dene
El derecho dene describe las numerosas tradiciones jurídicas de las tierras natales dene, denominadas colectivamente denendeh, cuyos territorios incluyen naciones como la gwich'in, hän, kaska, tutchone, sahtu, dane-zaa, dene thá, tłı̨chǫ y dënësųłı̨né, entre otras. En todas las naciones dene, se entiende que las leyes dene fueron promulgadas por el héroe o héroes culturales: Yamoria y Yamozha, a menudo llamados el Gran Legislador(es).
Los principios legales de los dene se basan generalmente en tres fundamentos: igualdad, compartir y reciprocidad, así como en la interdependencia de las fuerzas vitales humanas y no humanas. Legal y conceptualmente, los dene no distinguen entre seres humanos y no humanos, como cuervos, caribús, árboles, lagos y montañas. Las historias interpretadas a menudo muestran a los dene y a los animales no humanos trabajando juntos para encontrar soluciones mutuamente beneficiosas. De hecho, existe una relación casi de tratado entre los humanos y muchos otros seres, que obliga a los animales no humanos y a otros seres a compartir sus dones con los humanos, al igual que los humanos están obligados a mostrar respeto a través de la conservación y la gratitud. Por ejemplo, la ley dene estipula que los humanos que viajan a través del país deben pagar por su paso en forma de regalos a los cursos de agua, a las formas del terreno y a otros seres como los antepasados. Además, las concepciones del cuidado difieren entre los sistemas legales y sociales dene e inglés, en particular con los niños que maduran en diferentes situaciones sociales y ambientales, como a través del aprendizaje y la escucha obediente de los narradores.
Las diferencias entre el derecho inglés y el derecho dene han creado importantes fricciones entre las naciones dene y el Estado canadiense. Un ejemplo es la ruptura de la transmisión intergeneracional del derecho debido a que las escuelas residenciales separaron a los niños de sus marcos sociales (y jurídicos). Otro es la diferencia en las concepciones de la conservación: Según el derecho anglosajón, el Ministerio de Medio Ambiente y Recursos Naturales de los Territorios del Noroeste promueve a veces actividades de caza para un solo sexo, con carteles en los que se detalla cómo distinguir a los caribús machos de las hembras y se indica a los cazadores que se dirijan a los machos. El derecho inglés, en relación con la capacidad reproductiva de los rebaños, considera que la caza selectiva por sexos es más sostenible, mientras que el derecho dene ve el potencial en una ruptura de la transferencia de conocimientos similar a matar a todos los hombres mayores de una comunidad. En contraste con el paternalista sistema legal inglés, en el que los humanos deben supervisar y conservar a otras especies, la cosmovisión dene hace hincapié en la agencia de los seres no humanos, lo que da lugar a situaciones en las que los seres cazados o pescados que, según la ley territorial inglesa, deben ser dejados en paz o devueltos chocan con la institución legal dene de seres que se entregan a los cazadores.
Al igual que existen muchas lenguas y culturas en todo Denendeh, también los sistemas jurídicos dene se denominan de forma diferente de un territorio a otro. Por ejemplo, los Tłı̨chǫ se refieren a la ley Dene como Dǫ Nàowoòdeè, los Dena ÁʼNezen se refieren a la ley Kaska, la ley Dene Zhatıé y las historias se llaman Mek'ı̨́ı̨́ Dene Ts'elı̨ & Megǫndıé.

### Derecho eeyou/eenou
El sistema jurídico moderno de Eeyou Istchee se ha desarrollado a partir del contacto con el Estado canadiense, la provincia de Quebec, y de la forma de actuar histórica y tradicional de los Eeyou ᐄᔨᔨᐤ o Eenou Eedouwin ᐄᓅ ᐃᐦᑐᐎᓐ (la forma de actuar de los Eeyou/Eenou).

### Derecho gitanyow
El sistema jurídico de los Gitanyow se denomina Gitanyow Ayookxw.